# رصدخانه پاریس

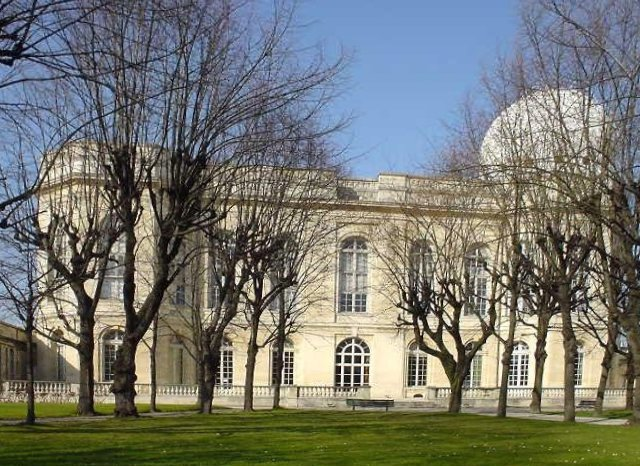
رصدخانهٔ پاریس

رصدخانهٔ پاریس (به فرانسوی: Observatoire de Paris, Observatoire de Paris-Meudon) قدیمی‌ترین رصدخانه اخترشناسی در فرانسه و یکی از بزرگترین مراکز اخترشناسی در جهان است.